# Rivière Manie
Pour les articles homonymes, voir Manie (homonymie).
La rivière Manie coule dans le territoire non organisé de Picard et dans la municipalité de Saint-Bruno-de-Kamouraska, dans la municipalité régionale de comté (MRC) de Kamouraska, dans la région administrative du Bas-Saint-Laurent, au Québec, au Canada.
La rivière Manie est un affluent de la rive est de la rivière du Loup laquelle coule vers le nord pour se déverser sur la rive sud du fleuve Saint-Laurent à la hauteur de la ville de Rivière-du-Loup, dans la municipalité régionale de comté (MRC) de Rivière-du-Loup.

## Géographie
La rivière Manie prend sa source au lac Manie (diamètre : 100 m ; altitude : 478 m) dans le rang III, du canton de Painchaud, dans les monts Notre-Dame, dans la municipalité de Saint-Bruno-de-Kamouraska.
Ce petit lac de tête entouré d'une zone de marais est situé à 33,4 km au sud-est du littoral sud-est de l'estuaire du Saint-Laurent, à 1,9 km au nord du lac Saint-Pierre, lequel constitue le lac de tête de la rivière Kamouraska. Ce lac est aussi situé à 18,0 km au sud-est du centre du village de Saint-Bruno-de-Kamouraska et à 12,7 km au nord-ouest de la frontière de l'État du Maine.
À partir de sa source, la rivière Manie coule sur 21,4 km surtout en zone forestière, répartis selon les segments suivants :
- 2,5 km vers le nord-ouest dans Saint-Bruno-de-Kamouraska, en traversant deux petites zones de marais, jusqu'à la confluence d'un ruisseau (venant du sud-ouest) ;
- 4,4 km vers le nord-ouest, en traversant sur 0,8 km le marais de la Rivière Manie, jusqu'à la confluence d'un ruisseau (venant du sud) ;
- 3,2 km vers le nord-ouest, jusqu'à l'embouchure du lac Tinoute (longueur : 0,5 km ; altitude : 352 m) que le courant traverse vers l'ouest ;
- 2,3 km vers le nord-ouest en recueillant un ruisseau (venant du sud-est), jusqu'à la limite de Saint-Bruno-de-Kamouraska ;
- 1,1 km vers le nord-ouest, jusqu'à au chemin de fer du Canadien National où est situé le hameau Rivière-Manie ;
- 6,1 km vers le nord-ouest, jusqu'à une route forestière que la rivière coupe à la hauteur de la traverse Meunier ;
- 1,8 km vers le nord-ouest, jusqu'à sa confluence.

La rivière Manie se déverse sur la rive est de la rivière du Loup. La confluence de la rivière Manie est située dans le rang IV du canton de Woodbridge. Cette confluence se situe à 0,5 km en aval du pont de la "route de la Rivière Manie" et à 4,7 km en amont du pont Rivard.

## Toponymie
Selon la Commission de toponymie du Québec, l'appellation rivière Manie est indiqué sur une carte de 1919 du canton de Painchaud et sur celle du comté de Kamouraska de 1928. Le toponyme "rivière de la Manie" paraît en 1918 sur la carte du canton de Woodbridge.
Le toponyme « Rivière Manie » a été officialisé le 5 décembre 1968 à la Commission de toponymie du Québec.